# Kalúzhskaya (Moscow metro)
Kalúzhskaya  (en ruso: Калужская) es una estación del Metro de Moscú. La estación se encuentra en la línea Kaluzhsko-Rízhskaya, entre las estaciones Profsoyúznaya y Beliáyevo.

## Historia
La estación fue inaugurada el 12 de agosto de 1974 y remplazó a una estación temporal que tenía el mismo nombre ubicada en el área de servicio del Depósito de Kaluzhkoe que estaba operativa desde 1964.

## Diseño

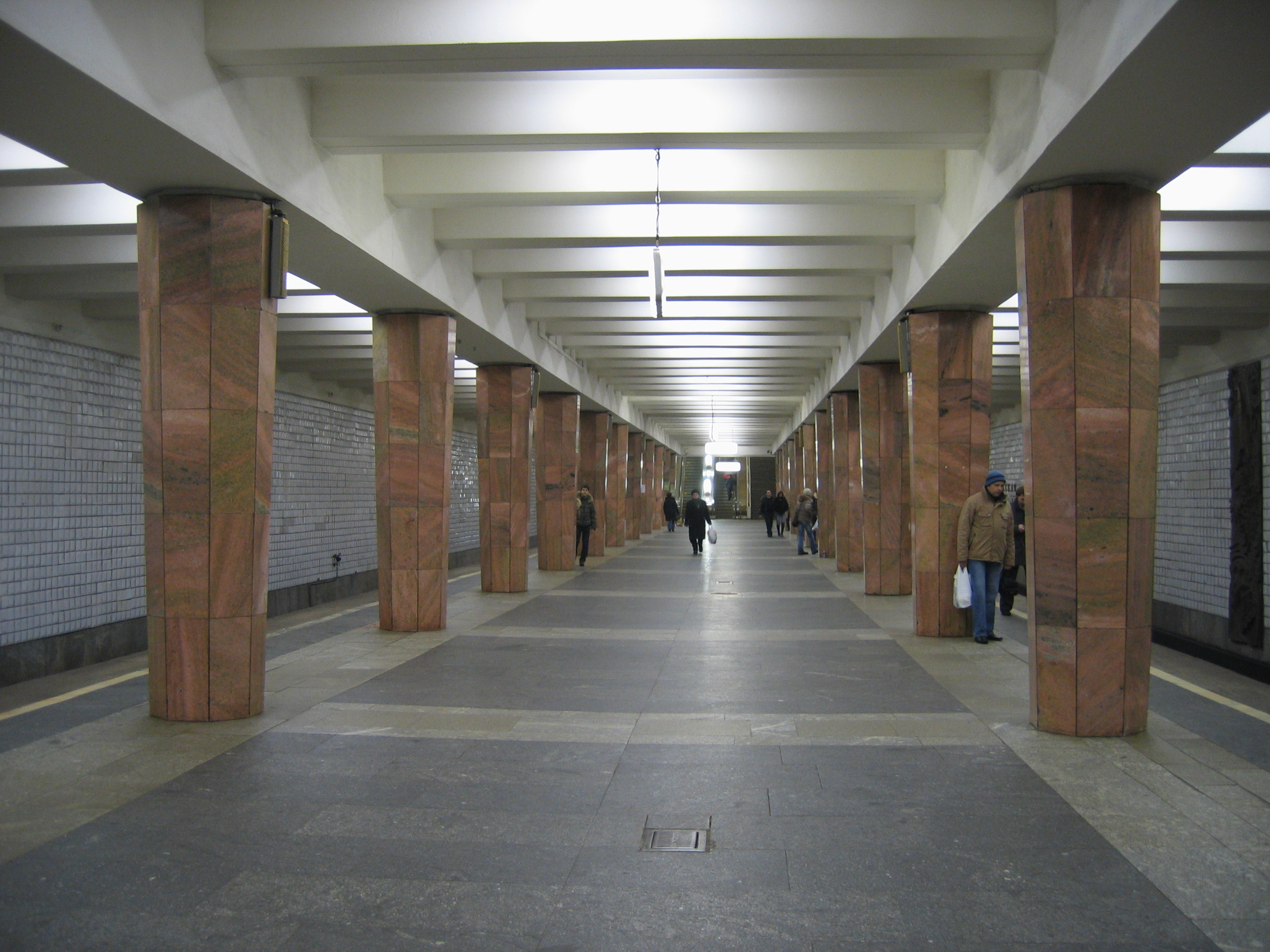
Pasillo central de la estación

La nueva estación, diseñada por N. Demchinskiy y Yuliya Kolesnikova, se construyó con el formato de triple pasillo con columnas que, en este caso, eran octogonales, como variación de los clásicos pilares cuadrados. Como novedad, la altura del techo va en aumento y, del mismo modo, la base de las columnas, que va de los 4 a los 6,5 metros. Las columnas están recubiertas de mármol rosa de Baikal, mientras que las paredes están recubiertas de azulejos blancos y decoradas con obras de arte metálicas de A. Leonteva y M. Shmakova. El suelo es de granito gris.

## Accesos
Los accesos a la estación se encuentran distribuidos por la calle Profsoyúznaya, al norte de la calle Obrucheva, además de en la plaza Academic Keldysh.

## Conexiones
Esta estación no dispone de conexión con ninguna otra línea.